# Kikos Marinhos

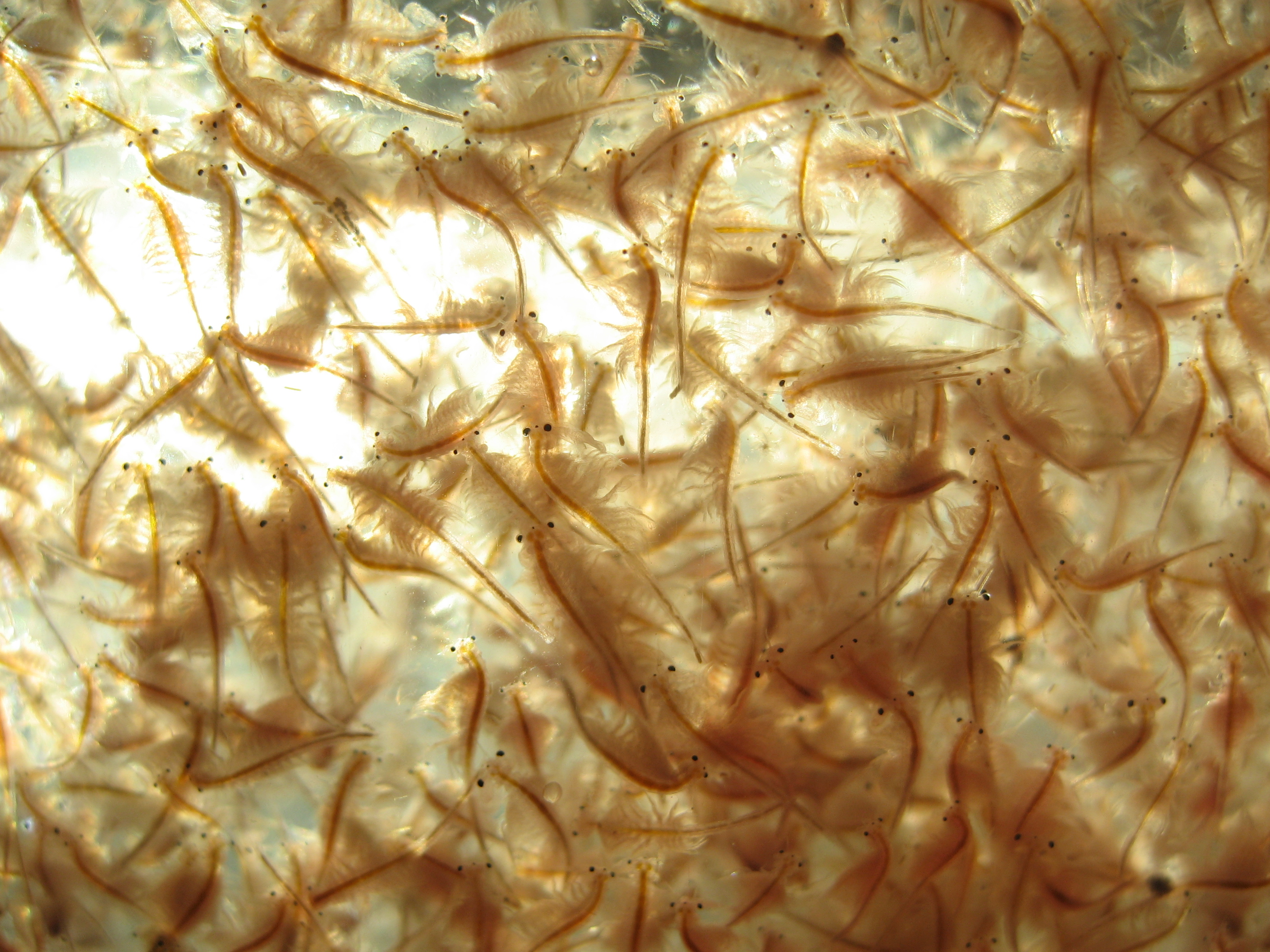
Artemia salina.

Sea-Monkeys é uma marca comercial sob a qual foram vendidos Artemia salina, camarões de água salgada em kits de incubação por pet shops especializadas em aquários. Desenvolvido nos Estados Unidos, em 1957, por Harold von Braunhut, o produto foi fortemente divulgado, especialmente por revistas em quadrinhos e continua a ter uma presença na cultura popular. O dia 16 de maio é o Dia Nacional do Sea-Monkey nos Estados Unidos. No Brasil, foram lançados no final dos anos 1970 sob o nome "Kikos Marinhos".

## História
As "Fazendas de Formigas" ou, em inglês, "Ant farms" foram popularizadas em 1956 por Milton Levine. Von Braunhut inventou no ano seguinte uma "Brine Shrimp" ou "Camarões de Salmoura". Von Braunhut colaborou com o biólogo marinho Dr. Anthony D' Agostino para desenvolver a mistura adequada de nutrientes e produtos químicos em forma seca que poderiam ser adicionados à água da torneira para criar um habitat ideal para o camarão para prosperar. A Von Braunhut foi concedida uma patente para este processo em 04 de julho de 1972.
Eles foram inicialmente chamados de "Vida Instantânea" e vendidos por US$ 0,49, mas von Braunhut mudou o nome para "Sea-Monkeys" em 1962. O novo nome foi baseado na suposta semelhança do caudas dos animais para os de macacos, e ao fato de viverem na água salgada.

## No Brasil
Kikos Marinhos é o nome como o kit "Sea-Monkeys" foi lançado comercialmente no Brasil Tornaram-se febre no Brasil na década de 1970, vendidos em bancas e lojas de brinquedos.